# Nargess Eskandari-Grünberg
Nargess Eskandari-Grünberg ( en persa: نرگس اسکندری-گرونبرگ‎; Teherán,  20 de febrero de 1965) es una política iraní-alemana miembro de la Alianza 90/Los Verdes. Desde 2021 es Bürgermeisterin (efectivamente teniente de alcalde) de Fráncfort del Meno; tras la revocatoria de mandato del anterior Oberbürgermeister (lord alcalde) Peter Feldmann, actuó como alcaldesa de Fráncfort en forma interina desde el 12 de noviembre de 2022 hasta las próximas elecciones de alcalde en marzo de 2023.

## Primeros años de vida
Eskandari-Grünberg nació en 1965 en Teherán. Como estudiante de secundaria protestó por el derrocamiento del sah Mohammad Reza Pahleví,  pero después de la revolución iraní, hizo campaña por la democracia contra el régimen de Ruhollah Jomeiní. Mientras aún estaba en la escuela, fue arrestada y encarcelada en la prisión de Evin, y mientras estaba allí dio a luz a una hija, Maryam, con un estudiante universitario. Fue liberada después de un año y medio y huyó con su hija pequeña a Alemania, llegando a Fráncfort en la víspera de Navidad de 1985.
Eskandari-Grünberg obtuvo un doctorado y se convirtió en psicoterapeuta en la Cruz Roja Alemana, y se casó con el psicólogo Kurt Grünberg, con quien tiene un segundo hijo. Su hija Maryam Zaree se convirtió en actriz, conocida por sus papeles en la película Shahada y la serie de televisión 4 Blocks y Tatort, entre otros. Eskandari-Grünberg apareció en el documental de Zaree de 2019 Born in Evin, en el que Zaree intenta aprender más sobre las circunstancias del encarcelamiento de su madre y su propio nacimiento, y que ganó el Premio de Cine Alemán 2020 a la Mejor Película Documental.

## Carrera política
En 2001, Eskandari-Grünberg se unió al Ayuntamiento de Fráncfort como concejala por Alianza 90/Los Verdes, y de 2008 a 2016, formó parte del gabinete de la ciudad como Jefa del Departamento de Integración. En las elecciones a la alcaldía de 2018, se postuló como candidata por Alianza 90/Los Verdes y terminó en tercer lugar con el 9,3% de los votos.
Después de las elecciones locales de Fráncfort de 2021, en las que Los Verdes terminaron primeros, Eskandari-Grünberg fue elegida como Bürgermeisterin (teniente de alcalde), así como Jefa del Departamento de Diversidad, Antidiscriminación y Cohesión Social. Tras la exitosa elección revocatoria contra el alcalde de Fráncfort, Peter Feldmann, Eskandari-Grünberg asumió el cargo de alcaldesa el 12 de noviembre de 2022 y será la encargada interina hasta las próximas elecciones, que se espera se celebren en marzo. 2023.
Eskandari-Grünberg no es religiosa y se muestra escéptica sobre la enseñanza islámica y el papel de la mujer en el islam, haciendo campaña sin éxito por la prohibición del velo en los edificios públicos, pero también defiende la libertad de religión y apoya un «diálogo crítico» con los musulmanes. Después de defender la inmigración y la construcción de una mezquita en Fráncfort, Eskandari-Grünberg se convirtió en el objetivo de una campaña de intimidación neonazi. Eskandari-Grünberg ha criticado abiertamente la situación de los derechos humanos en Irán y ha pedido sanciones contra el país. Durante las protestas por la muerte de Mahsa Amini en Irán en 2022, Eskandari-Grünberg organizó y dirigió manifestaciones en apoyo de las feministas iraníes en Fráncfort.